# Monique Mercure
Pour les articles homonymes, voir Mercure.
Monique Mercure est une actrice québécoise née le 14 novembre 1930 à Montréal (Québec) et morte dans la même ville le 17 mai 2020.
Active pendant plus de six décennies, elle a joué dans un grand nombre de productions cinématographiques, télévisuelles et théâtrales. Elle s'est fait connaître surtout par ses rôles notables dans les films Deux femmes en or, Mon oncle Antoine, Les Vautours, J.A. Martin photographe et La Brunante, ainsi que dans la télésérie Providence.

## Biographie

### Enfance et formation
Née Marie-Lise Monique Émond le 14 novembre 1930 à Montréal (Québec), elle est la fille d'Eugène Émond et d'Yvonne Williams, résidents de la paroisse de Notre-Dame-des-Sept-Douleurs à Verdun (aujourd'hui un quartier de Montréal). Son père travaille dans une banque alors que sa mère est pianiste.

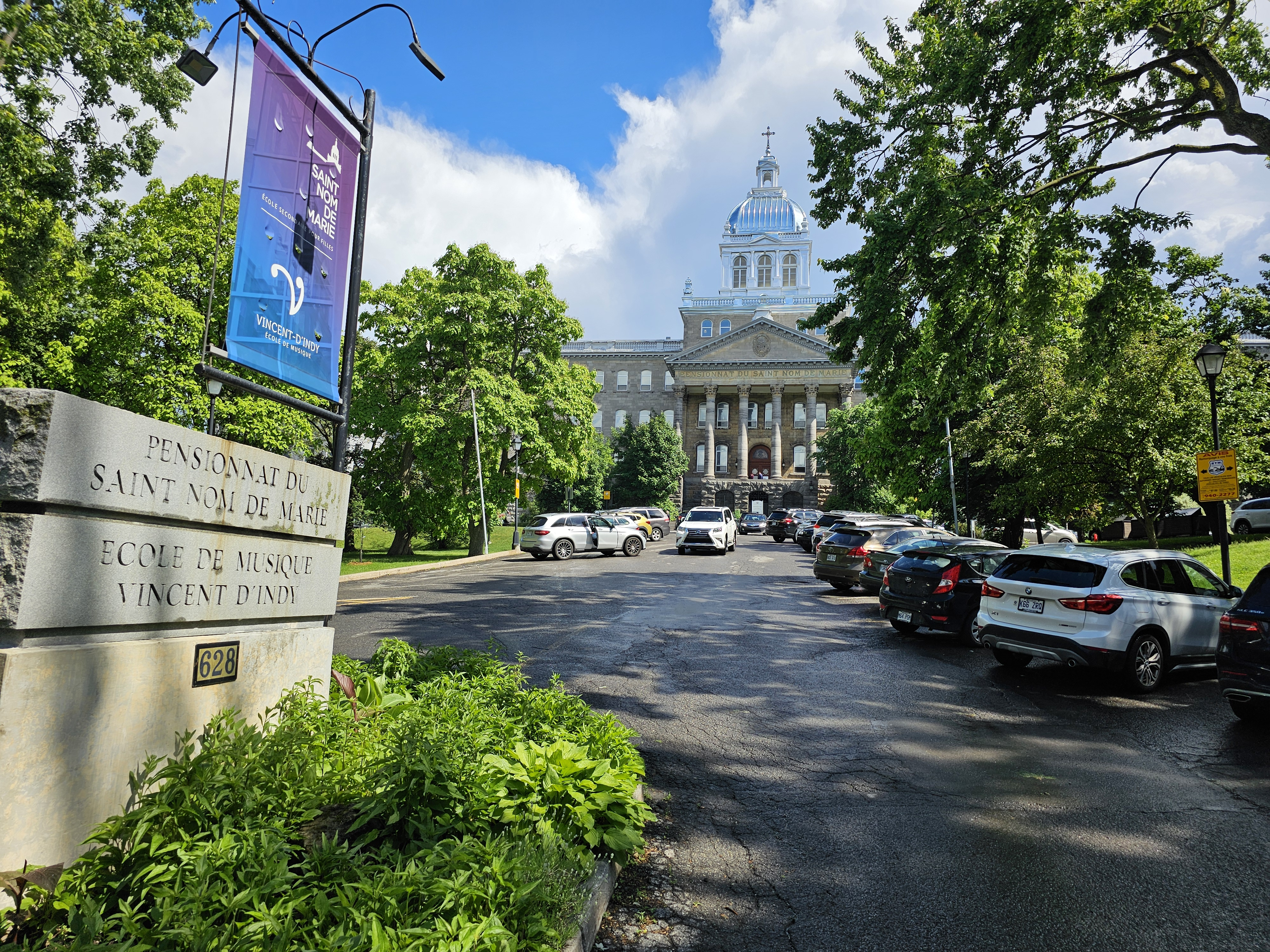
Monique Mercure fréquente l'École de musique Vincent-d'Indy.

Aînée d'une famille de quatre enfants, Monique Émond reçoit son éducation à une école de la Congrégation de Notre-Dame à Montréal. À l'âge de 10-11 ans, elle rêvait déjà d'être une actrice. Elle commence à fréquenter la troupe du Collège Saint-Laurent. C'est à cet endroit qu'elle joue l'un de ses premiers rôles en 1947 dans Le roi cerf de Carlo Gozzi. À cette époque, elle étudie la danse avec Ludmilla Chiriaeff, le théâtre et la musique à l'École de musique Vincent-d'Indy. Elle obtient son diplôme de cette école en 1949. Monique Émond se destine alors à une carrière de violoncelliste.

### Mariage et vie de famille
À l'âge de 18 ans, elle épouse le compositeur Pierre Mercure le 1er septembre 1949. C'est à cette époque qu'elle adopte le nom de Mercure. Le couple aura trois enfants, mais se sépare en 1958. Malgré cette séparation, Monique conservera le nom de son époux tout au long de sa carrière professionnelle. 

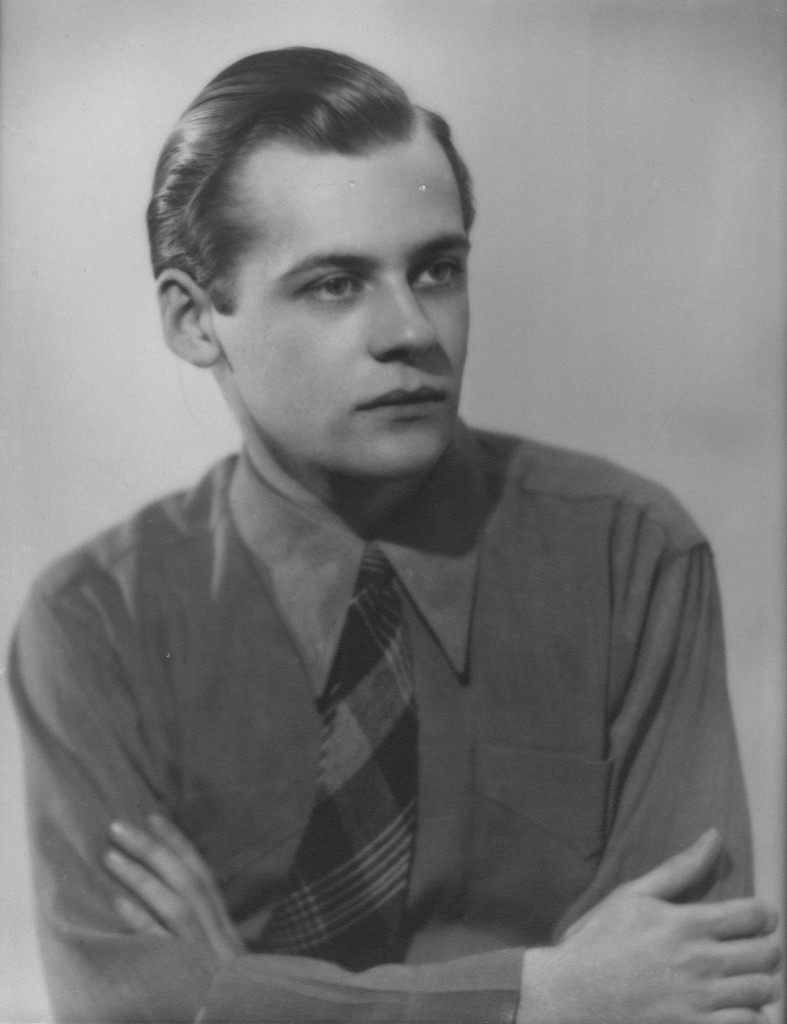
Le compositeur Pierre Mercure a été son époux de 1949 à 1958.

### Premiers rôles
Son diplôme en main, elle renonce au violoncelle et décide de se consacrer au théâtre et au cinéma. Après avoir obtenu une bourse, elle part prendre des leçons auprès de Nadia Boulanger à Paris en 1950. Ses débuts en tant qu'actrice sont bien timides. En 1953, elle apparaît furtivement comme figurante dans le film Tit-Coq de René Delacroix et Gratien Gélinas.

Elle fréquente ensuite l'École Jacques-Lecoq à Paris de 1957 à 1958, où elle s'installe avec son mari. De retour à Montréal, elle prend des leçons au Montreal Drama Studio de 1959 à 1962. Un camarade de classe de l'époque, Marcel Sabourin, raconte dans ses souvenirs :  
« J’ai fait trois séjours à l’Actors Studio et j’étais très attiré par le yoga et les méthodes de détente. Lorsque nous avons appris, Luce Guilbeault, Monique Mercure et moi, qu’un vétéran de l’Actors Studio, Bill Greaves, vivait à Montréal, nous lui avons demandé de donner des cours ici. Cela menait à peu de choses, mais nous permettait d’explorer diverses émotions. Nous avons beaucoup appris avec lui. » 
Amie depuis 1950 avec Claude Jutra, elle apparaît de dos dans son deuxième film Félix Leclerc troubadour en 1958.
Monique Mercure tient ensuite ses premiers rôles au théâtre, jouant dans Oreste ou Les Choéphores au Théâtre du Nouveau Monde (TNM) lors de la saison 1960-1961. Elle joue aussi dans L'Opéra de Quat'Sous, toujours au TNM, à la saison 1961-1962 dans une mise en scène de Jean Gascon.
Elle fait ses débuts à la télévision à la même époque. À Radio-Canada, elle prête sa voix à sainte Marguerite dans Jeanne et les juges (1953). Le téléthéâtre ne sera toutefois pas diffusé. Elle tient ensuite le rôle de Simone Martin dans le téléroman Sous le signe du lion de Françoise Loranger en 1961. Puis, de 1962 à 1963, elle incarne une infirmière dans le téléroman La Balsamine de Jean Desprez, mettant en scène l'histoire d'une famille qui se déchire pour une question de succession.

### À tout prendre, le tournant
En 1963, son ami Claude Jutra lui offre un premier rôle dans À tout prendre. Ce film marque les véritables débuts cinématographiques de Monique Mercure, alors dans la trentaine, qui y joue le personnage de Barbara. Le film était considéré comme audacieux à l'époque pour son traitement de certains tabous comme l'avortement, l'adultère ou encore une relation amoureuse entre un Blanc et une Noire.
Elle fait également une brève apparition dans le film Astataïon ou Le festin des morts de Fernand Dansereau, sorti en 1965, dont l'intrigue se déroule en Nouvelle-France. Bien que son rôle soit bref, celui-ci marque le début d'une longue collaboration professionnelle avec ce réalisateur. Deux ans plus tard, elle tient le premier rôle dans un autre film de Dansereau, Ça n'est pas le temps des romans. Elle y interprète Madeleine, une femme qui s'interroge sur son rôle d'épouse et de mère, dont le mari est incarné par Marc Favreau. Monique Mercure se :  
« souvien[t] de huit jours de bonheur total, huit jours de liberté tout à fait dans l'esprit du cinéma-vérité. La première séquence du film, par exemple, celle du petit déjeuner, était affolante. Les enfants disaient ce qu'ils voulaient, les toasts brûlaient, le lait était renversé et à travers tout cela, moi, le seul texte que j'ai eu à apprendre, c'est « Laisse-le faire, il est capable »! » 
Ce film est récompensé par le prix du meilleur court-métrage au Canadian Film Award et le Prix du public à Tours.
Comme elle le fera tout au long de sa carrière, elle alterne entre le cinéma et le théâtre. En 1967, Monique Mercure incarne Dona Isabel dans Le Soulier de satin de Paul Claudel, dans une mise en scène de Jean-Louis Roux au TNM.

### Deux femmes en or,Mon oncle AntoineetLes Belles-sœurs
Au début des années 1970, Monique Mercure enchaîne trois rôles particulièrement marquant qui l'inscrivent dans la mémoire populaire. Tout d'abord, en 1970, elle joue une banlieusarde dans la comédie érotique Deux femmes en or de Claude Fournier et Marie-José Raymond. Aux côtés de Louise Turcot (Violette Lamoureux), elle incarne Fernande Turcot, une femme mariée qui trompe l'ennui en séduisant des hommes venant chez elle. Ce succès populaire la fait connaître du grand public, en plus de lui permettre de jouer avec de grands noms comme Marcel Sabourin, Donald Pilon, Yvon Deschamps, Donald Lautrec ou encore Gilles Latulippe. 

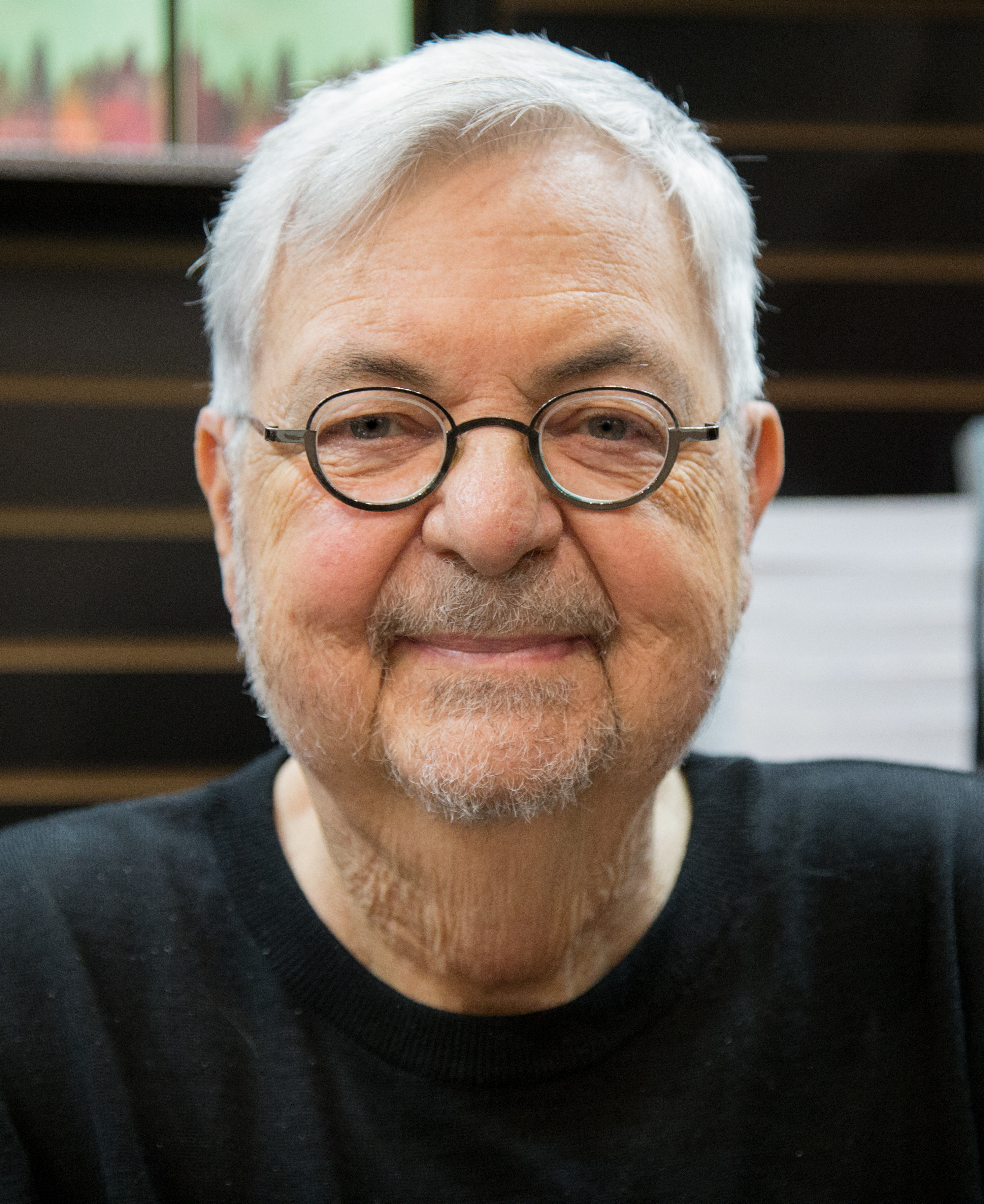
Michel Tremblay choisit Monique Mercure pour jouer dans sa pièce Les Belles-sœurs.

En 1971, elle enchaîne avec un autre film de Claude Jutra, Mon oncle Antoine. L'intrigue se déroule dans un village minier des années 1940, dans le temps de Noël. Alors que « l'atmosphère qui se balance entre la vie et la mort », Alexandrine, l'épouse du médecin, fait une entrée remarquée au magasin général. Monique Mercure y incarne alors la « femme fantasmée ».
Toujours en 1971, elle joue Rose Ouimet dans Les Belles-sœurs de Michel Tremblay au TNM, dans une mise en scène d'André Brassard. Elle reprendra le rôle en 1973 et en 1974, notamment dans l'adaptation anglaise présentée à Toronto.

### J. A. Martin photographe
À la fin du XIXe siècle, chaque été, un photographe nommé J.A. Martin parcourt seul le Québec pour trouver des gens qui souhaitent se faire tirer le portrait. Marié depuis 15 ans à Rose-Aimée, le couple Martin est toutefois confronté aux périls de la routine, où la difficulté à communiquer s'est peu à peu installée. Afin de briser ce quotidien monotone, Rose-Aimée et de partir en tournée avec son mari. Au fil des semaines passées ensemble, l'épouse aide son mari, se raconte et découvre son métier. Le couple revient enfin ensemble à la maison et retrouve leurs enfants au bout de ce voyage. C'est ce que raconte essentiellement le film J. A. Martin photographe de Jean Beaudin.
Le réalisateur choisit Monique Mercure et Marcel Sabourin pour incarner le couple Martin. Le critique Léo Bonneville écrit à la sortie du film : « Jamais on n'a vu une Monique Mercure aussi sûre de ses moyens; jamais on n'a vu un Marcel Sabourin vivre aussi intensément un personnage réfléchi ».

À travers la mise en scène de la multiplicité des tâches qu'une mère de famille devait remplir à l'époque, Jean Beaudin cherche à rendre « une sorte d'hommage à nos grands-mères, à nos mères et à toutes les femmes du Québec ». En entrevue, il décrit la somme de travail que représente la préparation du rôle de Rose-Aimée pour Monique Mercure :   
« Ce n'est pas la vraie lumière : c'est la lumière électrique. Mais nous avons essayé de nous rapprocher le plus possible de la réalité lumineuse. Car simplement la lumière de la chandelle ou de la lampe à l'huile, cela ne donnait rien. C'est Michel Brault qui a mis au point le quartz qui avait servi d'ailleurs pour le film Kamouraska de Claude Jutra. Monique Mercure était enroulée de fils quand elle montait l'escalier et il fallait la faire recommencer pour prendre le bon son. C'est vous dire que, pour donner le naturel, il faut parfois beaucoup d'astuce. Le plan où elle monte et descend l'escalier a demandé un après-midi de tournage ou cinq heures de travail. Il fallait constamment que Monique Mercure tourne la lampe d'une certaine façon pour que le spectateur ne voit par le quartz. Et n'oubliez pas qu'elle était presque emprisonnée avec un ruban qui fixait les fils sur son corps. C'était vraiment de l'acrobatie. »  

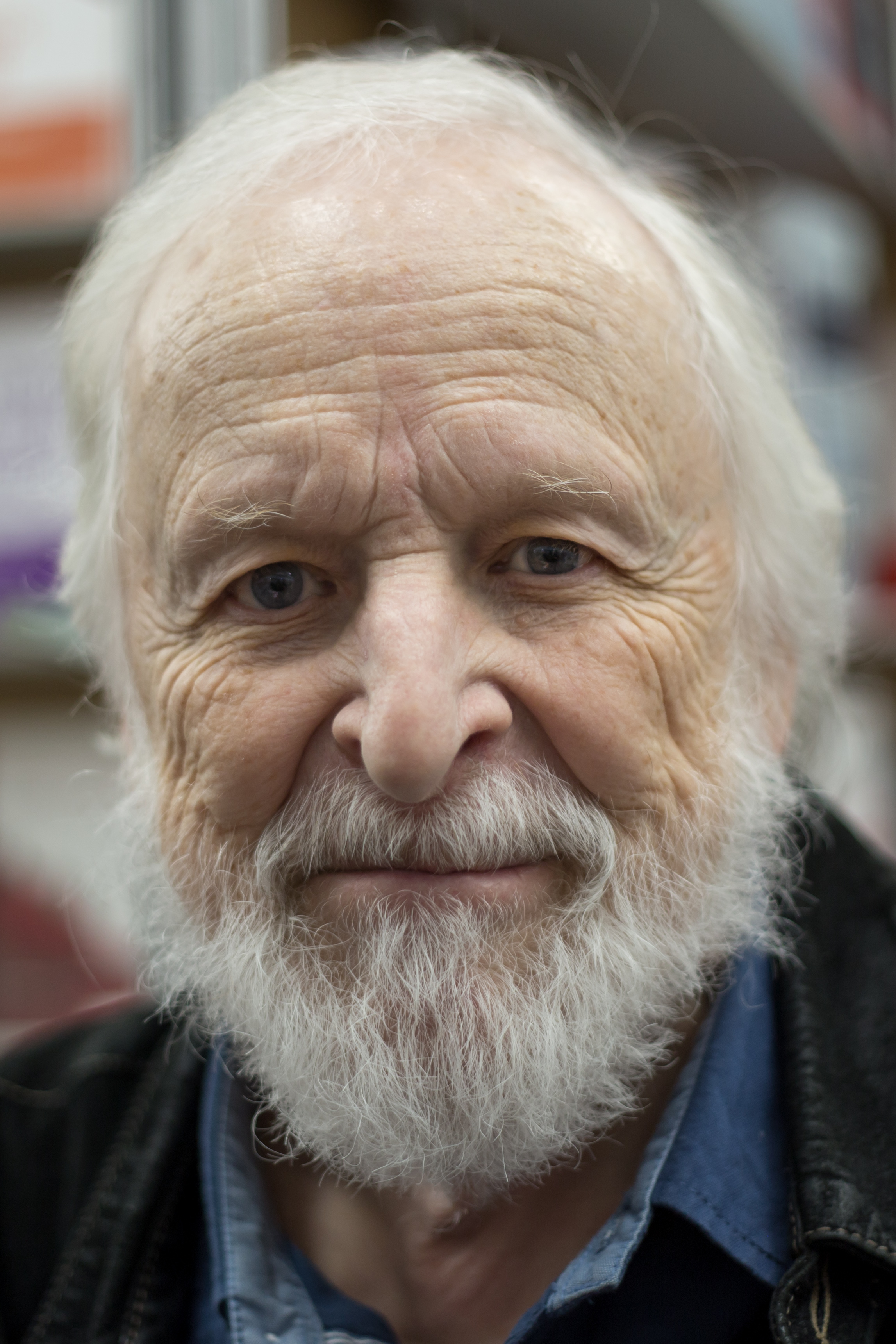
Marcel Sabourin a joué aux côtés de Monique Mercure à plus d'une reprise.

Le film J. A. Martin photographe se veut donc une suite de scènes de la vie quotidienne. Pour Jean Beaudin, « le sujet du film, c'est l'amour à refaire. Dans la vie, chacun doit prendre sa place. Il y a donc des démarches à faire pour que tout fonctionne. Les relations s'enrichissent ou se détériorent. Pour que les relations s'enrichissent, il y a un travail à faire ».
Monique Mercure reçoit le Prix d'interprétation féminine à Cannes en 1977 pour son jeu en tant que Rose-Aimée Martin dans J.A. Martin photographe (ex æquo avec Shelley Duvall pour Trois femmes de Robert Altman). Monique Mercure avait dû rentrer à Montréal pour des obligations professionnelles, et n'est pas là pour recevoir le prix. C'est son partenaire de jeu Marcel Sabourin qui le reçoit pour elle. Il lui remettra en main propre lors d'une soirée à Montréal. « Toute la presse a salué le talent et la qualité de jeu de cette artiste de chez nous qui a été une révélation pour les critiques étrangers », rapporte le critique Bonneville. Elle reçoit également le Prix d'interprétation féminine aux Canadian Films Awards.

### Encore beaucoup de cinéma et de théâtre
Très active dans les années 1970-1980, Monique Mercure apparaît également dans la comédie Pour le meilleur et pour le pire, autre film de Claude Jutra, sorti en 1975, où elle joue du violoncelle. On la retrouve aussi dans Parlez-nous d'amour (1976) de Jean-Claude Lord, Quintet (1979) de Robert Altman et La Quarantaine d'Anne Claire Poirier (1982). Dans Qui a tiré sur nos histoires d'amour ? (1986), Louise Carré lui fait tenir le rôle de Madeline, une animatrice de radio de Sorel qui retrouve sa fille, Renée, après ses études à l'université. C'est le moment pour elle de se poser de grandes questions sur la vie. Madeline se demande ainsi : « Est-ce que j'ai tout fait pour toi ? Est-ce que j'ai réussi à faire de toi une femme libre, heureuse, une femme qui aurait la possibilité d'aimer quelqu'un ? ».
Déjà en 1985, elle revenait sur sa carrière au cours d'une entrevue :
« On mentionne ma participation à 35 films, mais ce qu'on oublie de dire c'est que dans Félix Leclerc troubadour je passe de dos ! On compte cela pour un film... Ma carrière a pris une tournure importante avec le film de Claude Jutra, Mon oncle Antoine. Sans ce film, les gens ne me connaîtraient pas au Canada. J'ai passé trois jours sur le plateau, juste le temps de m'habituer. Ensuite, Il y a eu Les vautours de Jean-Claude Labrecque où j'ai travaillé pendant une dizaine de jours. J'ai pu m'habituer à une équipe et calmer mon trac. [...] Il faut jouer au meilleur de ses capacités. Quand on croit en un cinéaste, il faut devenir son apôtre et donner de soi-même. Donner comme on le faisait au début en investissant ses cachets. Il faut essayer de faire un film qui sera vu ! »  
En plus de sa carrière au cinéma, Monique Mercure continue à se produire au théâtre. On la retrouve dans L'Impromptu d'Outremont (1979-1980) au TNM, dans mise en scène d'André Brassard, ainsi que dans À toi, pour toujours, ta Marie-Lou de Michel Tremblay, qu'elle joue en anglais à Lennoxville. Elle tient le rôle-titre dans Mère Courage et ses enfants (1984) de Bertolt Brecht au Théâtre Denise-Pelletier pour la Nouvelle Compagnie Théâtrale.

### Des années 1990-2000 bien remplies
En 1991, Monique Mercure devient la directrice générale de l'École nationale de théâtre. Elle occupe ses fonctions jusqu'en 1997, lorsqu'elle devient la directrice artistique de l'institution. Elle demeurera en poste jusqu'en 2000. Durant la même période, de 1993 à 1996, elle siège aussi au Conseil des arts et des lettres du Québec.

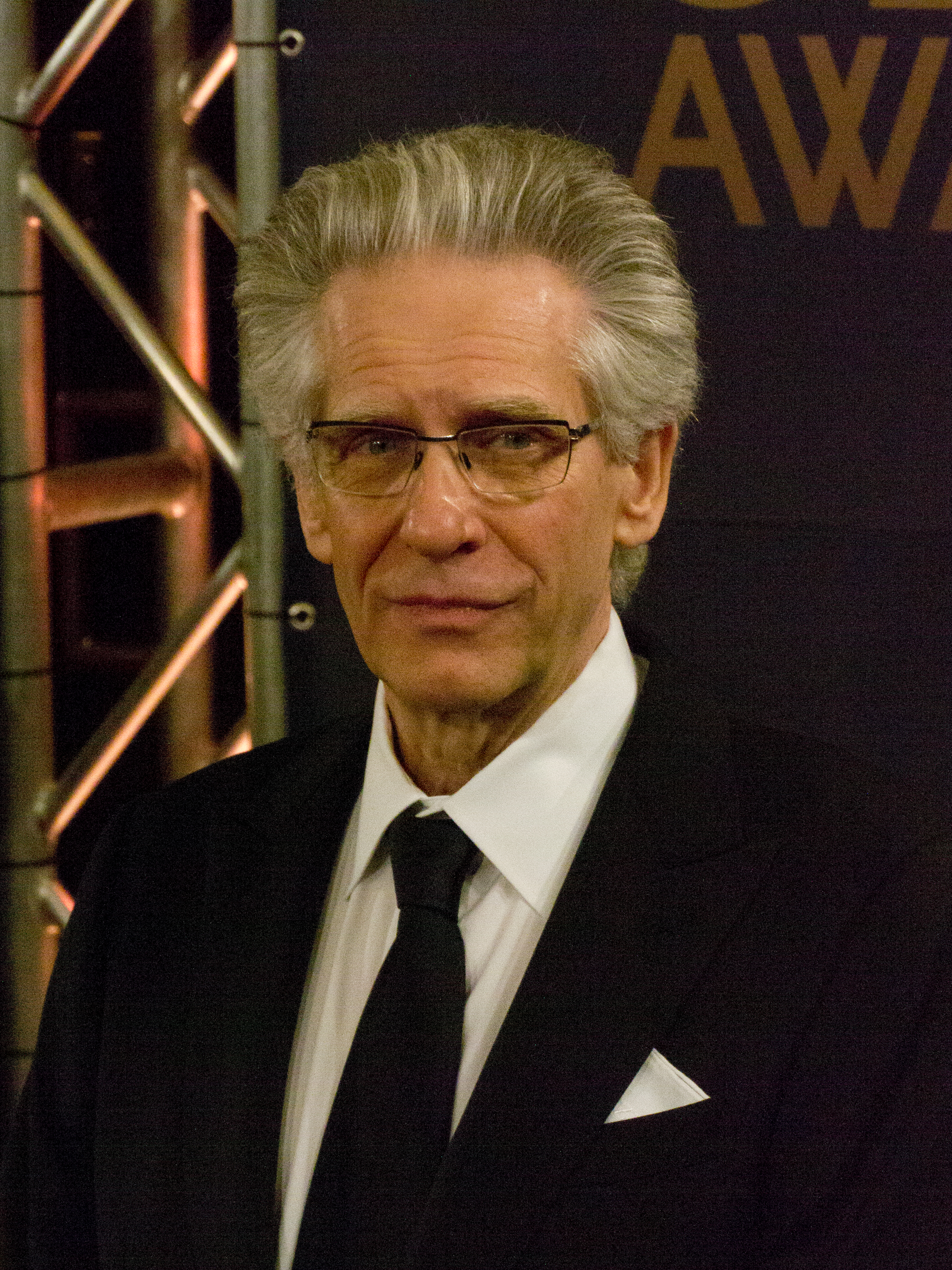
David Cronenberg choisit Monique Mercure pour jouer dans son film Naked Lunch.

Sa carrière d'actrice se poursuit en parallèle de sa carrière d'administratrice. En 1992, elle incarne Fadela dans Naked Lunch (Le Festin nu) de David Cronenberg, d'après l'adaptation du roman de William S. Burroughs. Cronenberg dira d'elle : « C'est une actrice fabuleuse, qui était prête à aller aussi loin que son rôle l'exigerait ». Elle obtient le Prix Génie pour ce rôle.
Au théâtre, on la voit interpréter Hécube dans Les Troyennes au TNM (saison 1992-1993). Ce rôle lui vaut le prix Gascon-Roux.
En 1993, Monique Mercure est récompensée coup sur coup par deux prestigieux prix : le Prix Denise-Pelletier pour les arts d'interprétation et le Prix du Gouverneur général pour les arts de la scène.

En 1995, elle renoue avec un texte de Michel Tremblay. Cette fois, elle interprète Albertine septuagénaire dans Albertine, en cinq temps à l'Espace Go dans une mise en scène de Martine Beaulne. Elle se retrouve aux côtés de Sophie Clément, Sylvie Drapeau, Élise Guilbault, Andrée Lachapelle et Guylaine Tremblay. À 70 ans, elle doit incarner le personnage d'Albertine qui « fait un face-à-face avec elle-même », rongé par ses souvenirs. Les cinq actrices ont travaillé ensemble pour composer le personnage. Martine Beaulne souligne le fait : « On a réfléchi comme une seule personne ». Monique Mercure raconte sa vision du personnage. 
« Elle a envie de faire changer le cours de sa vie, mais elle n'a aucun pouvoir sur ses jeunes années. Elle ne peut plus rien faire, sauf admettre qu'elle a eu une vie abominable. Plus on jouait la pièce, plus je me demandais : comment vais-je faire pour comprendre les chicanes qu'il y a entre l'Albertine de trente ans et celle de quarante ans, pour qui je vais prendre ? Pourquoi Albertine à cinquante ans n'a-t-elle pas plus de compassion pour celles de trente ans et de quarante ans ?»    
La pièce revit à la télévision dans un téléfilm signé André Melançon. Monique Mercure obtient un Prix Gémeaux pour son interprétation en 2000.
Durant cette période, au théâtre, elle incarne Nazha dans Journée de noces chez les Cromagnons mise en scène par Paul Lefebvre au Théâtre d'Aujourd'hui (1993-1994), Madame Pernelle dans Tartuffe de Molière sous la direction de Lorraine Pintal au TNM et au Théâtre français du Centre national des Arts (1996-1997), Jocaste dans OEdipe-roi de Wajdi Mouawad au Théâtre Denise-Pelletier (1997-1998) Poulette dans L'hiver de force de Réjean Ducharme, mis en scène par Lorraine Pintal pour le TNM et le Festival de théâtre des Amériques (2000-2001) ou encore la lavandière de Tristan et Yseult mise en scène par Alice Ronfard au TNM (2003-2004).
Ces années sont de plus marquées par son rôle de Madame Leroux dans Le Violon rouge (1998) de François Girard. Couvert de prix, le film raconte la vie d'un violon à travers cinq histoires réparties dans le temps et l'espace.

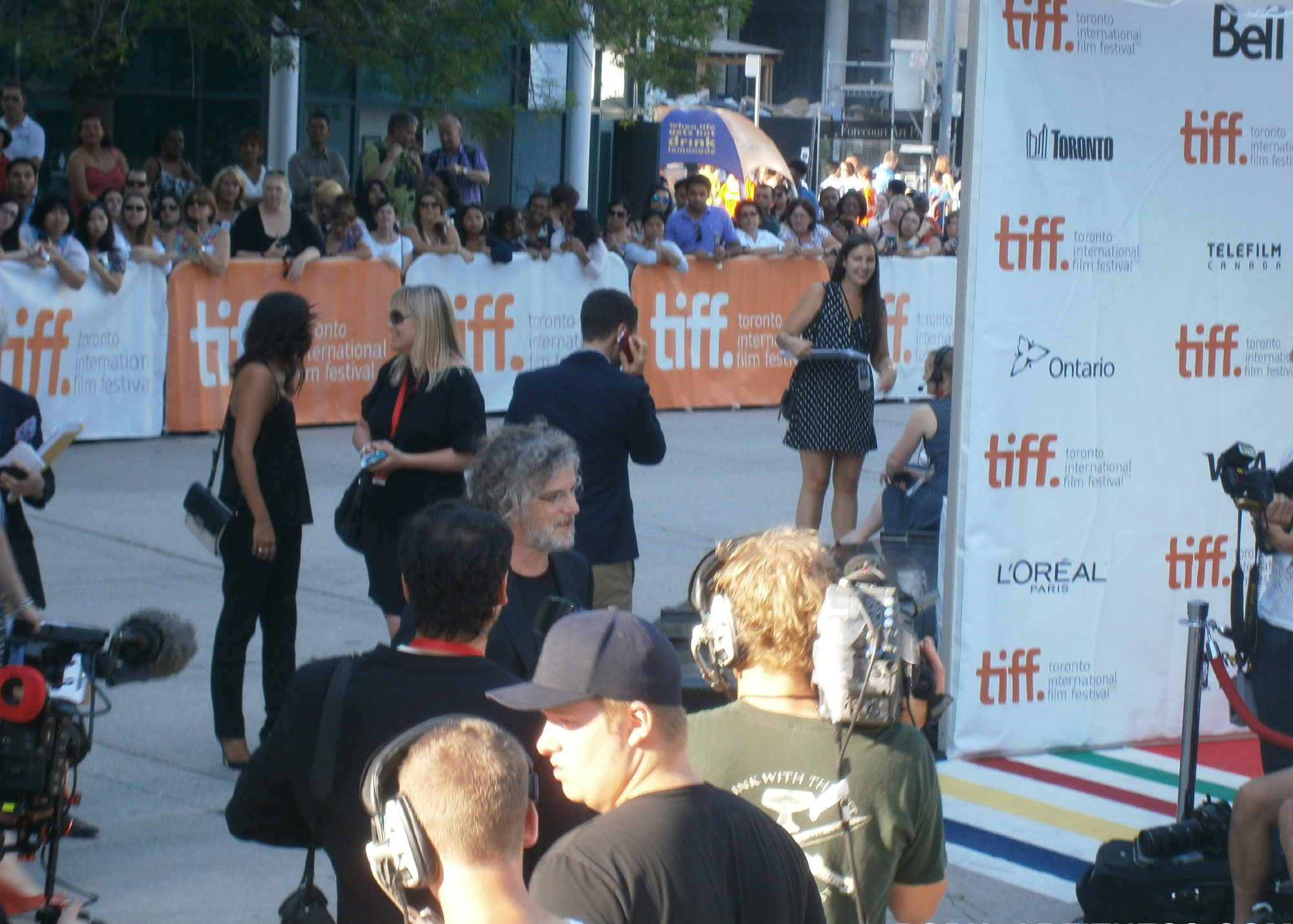
François Girard donne un rôle à Monique Mercure dans son film Le Violon rouge.

Toujours au cinéma, Robin Aubert lui offre le personnage de Malvina 1 dans son film d'horreur Saints-Martyrs-des-Damnés (2005).
Durant cette période, elle fait un retour remarqué à la télévision. Monique Mercure incarne la femme d'affaires Édith Beauchamp dans la série Providence (2005-2011), écrite par Chantal Cadieux et diffusée à Radio-Canada. Elle sera récompensée à deux reprises pour ce rôle, obtenant un prix Gémeaux en 2007 et en 2009.
En 2007, dans le film La Brunante de Fernand Dansereau, elle reprend son rôle de Madeleine développé dans Ça n'est pas le temps des romans. Quarante ans plus tard, maintenant septuagénaire, Madeleine est atteinte d’Alzheimer. Dansereau y traite de la maladie et de la vieillesse. Monique Mercure y joue aux côtés de Suzanne Clément (Zoé). En entrevue lors de la promotion du film, Monique Mercure affirme:
Curieusement, ce qui m'a aidé c'est d'avoir tourné la série Providence. J'ai eu peu de premiers rôles au cinéma à part J. A. Martin photographe et Qui a tiré sur nos histoires d'amour? et c'est probablement ce qui explique que lorsque je tournais jusqu'ici, j'étais pris d'un trac abominable. Si l'on avait pris mon pouls, on aurait constaté qu'il était à 130. Le tournage de Providence m'a rendu ce métier très facile. Soudain, les compliments me viennent de partout de sorte que, pour la première fois, je me suis sentie capable, convaincue qu'on ne me jugeait pas. 
En 2009, Patrice Sauvé adapte l’œuvre télévisuelle Grande Ourse, diffusée pendant deux saisons à Radio-Canada, au grand écran. Les journalistes Louis-Bernard Lapointe (Marc Messier) et Émile Biron (Normand Daneau), aidés de la policière Gastonne Béliveau (Fanny Mallette), enquêtent sur de mystérieux événements (Grande Ourse : La clé des possibles). Monique Mercure y incarne La Centenaire. 

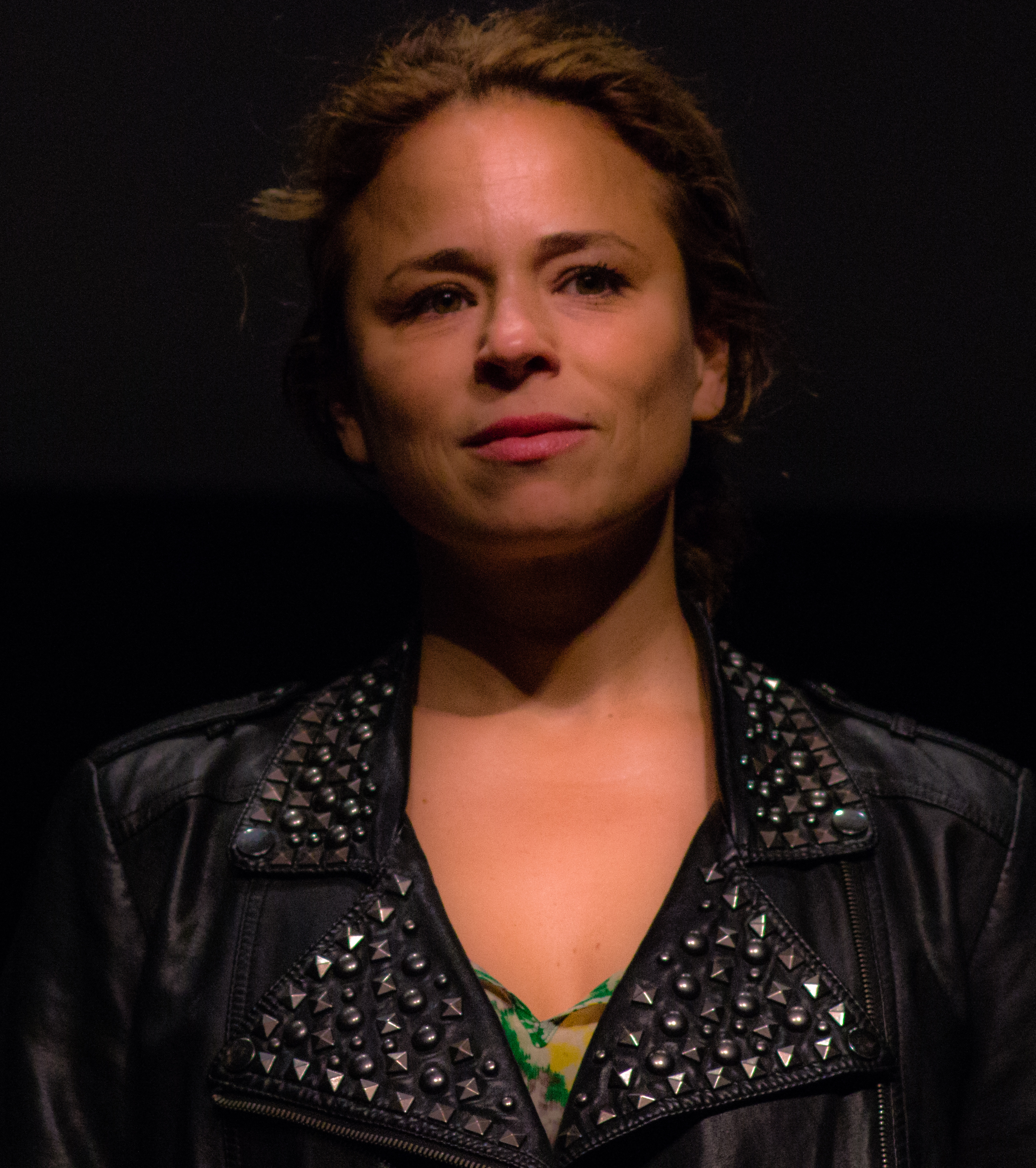
Suzanne Clément incarne Zoé dans La Brunante.

Au crépuscule de sa carrière, les prix et les hommages continuent de pleuvoir sur l'actrice. En 2006, elle est reçue membre de la Société royale du Canada. Deux ans plus tard, Monique Mercure est honoré du prix Gascon-Thomas de l'École nationale de théâtre du Canada tandis qu'en 2010, elle est faite Grand officier de l'Ordre national du Québec.
Monique Mercure continue à jouer presque jusqu'à la fin. De 2013 à 2016, elle incarne Claudette Morin-Hamelin dans Mémoires vives, de l'autrice Chantal Cadieux à Radio-Canada.
En 2017, Alexis Durand-Brault lui propose le rôle de Tante Pierrette dans le film C’est le cœur qui meurt en dernier, d'après le livre autobiographique de Robert Lalonde.

## Décès
Monique Mercure meurt d'un cancer à la Maison St-Raphael d'Outremont (Montréal) le 17 mai 2020. Sa fille Michèle est à son chevet.
Le fonds d’archives de Monique Mercure (P987) est conservé au centre BAnQ, Vieux-Montréal de Bibliothèque et Archives nationales du Québec.

## Filmographie

### Cinéma
- 1963 : À tout prendre : Barbara
- 1965 : Astataïon ou Le festin des morts
- 1966 : Ça n'est pas le temps des romans : Madeleine
- 1967 : Waiting for Caroline : Yvette
- 1969 : Don't Let the Angels Fall : Mrs. Pelletier
- 1970 : Deux femmes en or : Fernande Turcot
- 1970 : Initiation d'une lycéenne (Love In a 4 Letter World) : Louise
- 1971 : Finalement...
- 1971 : Mon oncle Antoine : Alexandrine
- 1972 : Françoise Durocher, waitress : l'une des Françoise Durocher
- 1972 : Le Temps d'une chasse : La femme de Richard
- 1974 : Il était une fois dans l'Est : Rose Ouimet, sœur de Germaine Lauzon
- 1975 : Les Vautours : Tante Yvette
- 1975 : Pour le meilleur et pour le pire : Loulou
- 1975 : Confidences de la nuit (L'Amour blessé) (voix)
- 1976 : Parlez-nous d'amour : Madame Jeannot
- 1976 : L'Absence : Estelle
- 1977 : J.A. Martin photographe : Rose-Aimée Martin
- 1978 : La Chanson de Roland : Marie
- 1978 : The Third Walker : Marie Blanchard
- 1979 : Quintet : Redstone's Mate
- 1979 : Stone Cold Dead : Dr Bouvier
- 1980 : La Cuisine rouge : La mère
- 1982 : Une journée en taxi : La cliente du taxi
- 1982 : La Quarantaine : Grosse Louise
- 1982 : La Traversée de la Pacific (The Emperor of Peru) : Tante Elsa
- 1983 : Contrecœur : Blanche Lavallée
- 1984 : Aéroport: Court-circuit (TV) : Le docteur Loubert
- 1984 : Le Sang des autres : Madame Klotz
- 1984 : Les Années de rêves : Tante Yvette
- 1985 : La Dame en couleurs : Mère Supérieure
- 1986 : Qui a tiré sur nos histoires d'amour : Madeline
- 1987 : Les bottes
- 1989 : The Private Capital (TV)
- 1989 : Dans le ventre du dragon : Mireille
- 1990: La nuit tous les chats sont gris
- 1991 : Montréal vu par… : Moufette (segment "Toile du temps, La")
- 1991 : Le Festin nu (Naked Lunch) : Fadela
- 1992 : La Fenêtre : Mère
- 1994 : La Fête des rois
- 1997 : Whiskers (TV) : Bastet
- 1998 : When Justice Fails : Pauline Wesson
- 1998 : Conquest (en) : Grace Gallagher
- 1998 : Le Violon rouge : Madame Leroux (Montréal)
- 1999 : Emporte-moi : Grand-Mère de Hanna
- 2000 : Albertine en cinq temps (TV) : Albertine (70 ans)
- 2004 : Geraldine's Fortune : Olive Larose
- 2004 : Nouvelle France : Hortense
- 2005 : Saints-Martyrs-des-Damnés : Malvina
- 2007 : La Brunante : Madeleine
- 2009 : Grande Ourse - La clé des possibles : La centenaire
- 2011 : The Girl in the White Coat : Mrs Valinsky
- 2015 : Marche avec moi : La vieille dame du jardin
- 2017 : C'est le cœur qui meurt en dernier : Tante Pierrette

### Télévision
- 1960-1963 : La Balsamine (série TV) : L'infirmière
- 1961 : Sous le signe du lion (série TV) : Simone Martin
- 1968-1972 : Le Paradis terrestre (série TV) : Ednée Plamondon
- 1979-1980 : Frédéric (série TV) : Stéphanie McDonald
- 1983-1986 : Monsieur le ministre (série TV) : Anne Grandvert
- 1988 : Mont-Royal ("Mount Royal") (série TV) : Solange Valeur
- 1988-1990 : L'Héritage (série TV) : Fernande Riendeau
- 1993 : Shehaweh (série TV) : Jeanne Mance
- 1995 : Les Grands Procès : Henriette Bouvrette (L'affaire Cordélia Viau)
- 1996-2001 : Le Retour (série TV) : Rachel Paquin
- 2005-2011 : Providence (série TV) : Édith Beauchamp
- 2013-2016 : Mémoires vives (série TV) : Claudette Morin-Hamelin

## Théâtre
- Les Belles-sœurs (1971, 1973 et 1974, rôle de Rose Ouimet)
- Les Manuscrits du déluge (2003)

## Distinctions

### Récompenses
- 1977 : Prix d'interprétation féminine au Festival de Cannes pour le rôle de Rose-Aimée dans le film J.A. Martin photographe de Jean Beaudin
- 1992 et 1999 : Prix Génie d'interprétation féminine en rôle de soutien pour le film de David Cronenberg, Naked Lunch (en 1992), et de Piers Haggard, Conquest (1999)
- En 1993 :
  - Prix du Gouverneur général pour les arts de la scène
  - Prix Denise-Pelletier pour les arts de la scène
  - Prix Gascon-Roux, pour le rôle d'Hécube dans Les Troyennes d'Euripide au TNM
- 2007 : Prix Gémeaux, Meilleur premier rôle féminin dans un téléroman, pour Providence
- 2008 : Prix Gascon-Thomas de l'École nationale de théâtre
- 2009 : Prix Gémeaux : Meilleur premier rôle féminin dans un téléroman, pour Providence

### Nominations
- 1979 : Officier de l'Ordre du Canada
- 1993 :  Compagnon de l'Ordre du Canada[60]
- 1998 : Doctorat honoris causa de l'Université de Toronto
- 1999 : En nomination pour le Jutra de la meilleure actrice de soutien pour Le Violon rouge
- 2006 : Membre de la Société royale du Canada
- 2010 : Grand officier de l'Ordre national du Québec[61]
- 2015 : Compagne de l'Ordre des arts et des lettres du Québec

## Hommages
Un timbre en hommage à l'actrice a été produit par Postes Canada en 2022.

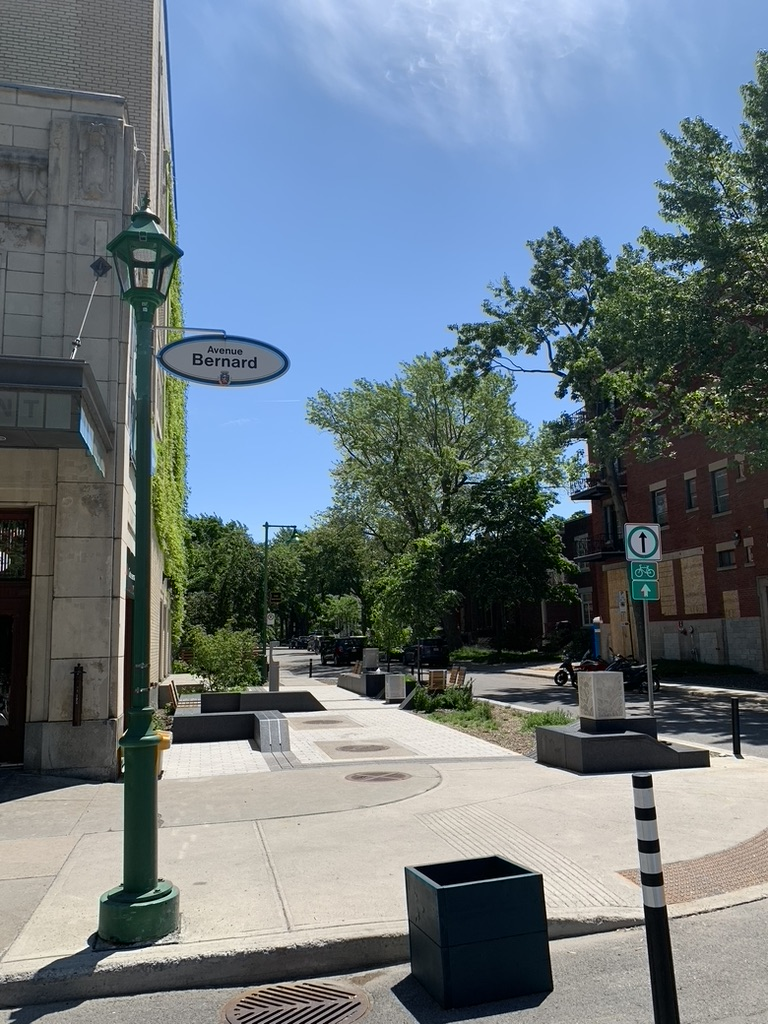
La place Monique-Mercure à Montréal.

Une place Monique-Mercure a été inaugurée à Outremont à Montréal.